# Charvonnex
Charvonnex ist eine französische Gemeinde im Département Haute-Savoie in der Region Auvergne-Rhône-Alpes.

## Geographie
Charvonnex liegt auf 570 m, etwa neun Kilometer nördlich der Stadt Annecy (Luftlinie). Das ehemalige Bauerndorf erstreckt sich im Alpenvorland, auf einer Geländeterrasse am westlichen Talhang der Filière, unterhalb der Höhe des Mont-Saint-Martin, im Genevois.
Die Fläche des 4,71 km² großen Gemeindegebiets umfasst einen Abschnitt des Genevois. Die östliche Grenze verläuft entlang der Filière, einem rechten Seitenfluss des Fier. Die Fillière fließt mit mehreren Windungen in einem offenen Tal parallel zum Alpenrand von Norden nach Süden. Vom Flusslauf erstreckt sich das Gemeindeareal westwärts über die Terrasse von Charvonnex bis auf die angrenzende Höhe, auf der mit 741 m die höchste Erhebung der Gemeinde erreicht wird.
Zu Charvonnex gehören neben dem eigentlichen Ortskern auch verschiedene Weilersiedlungen und Gehöfte, darunter: 
- Les Tavernettes (520 m) im Tal der Filière
- Les Romands (620 m) am Hang oberhalb des Dorfes
- Doucy (615 m) am westlichen Talhang der Filière
- Lécy (625 m) am westlichen Talhang der Filière

Nachbargemeinden von Charvonnex sind Villy-le-Pelloux und Groisy im Norden, Les Ollières im Osten sowie Saint-Martin-Bellevue im Süden und Westen.

## Geschichte
Erstmals urkundlich erwähnt wird Charvonnex bereits im Jahr 1031 unter dem Namen Calvonacum. Der Ortsname geht vermutlich auf den gallorömischen Geschlechtsnamen Calvus zurück und bedeutet so viel wie Landgut des Calvus. Bis 1860 hieß die Gemeinde offiziell Charvonnex-en-Genevois.

## Sehenswürdigkeiten
Die Dorfkirche von Charvonnex wurde 1845 an der Stelle eines früheren Gotteshauses errichtet und 1895 vergrößert.

## Bevölkerung
| Jahr                       | 1962 | 1968 | 1975 | 1982 | 1990 | 1999 | 2005 |
| Einwohner                  | 363  | 397  | 518  | 622  | 704  | 757  | 861  |
| Quellen: Cassini und INSEE |      |      |      |      |      |      |      |

Mit 1545 Einwohnern (Stand 1. Januar 2022) gehört Charvonnex zu den kleinen Gemeinden des Département Haute-Savoie. Im Verlauf des 19. und 20. Jahrhunderts nahm die Einwohnerzahl aufgrund starker Abwanderung kontinuierlich ab (1861 wurden in Charvonnex noch 471 Einwohner gezählt). Seit Beginn der 1970er Jahre wurde jedoch dank der attraktiven Wohnlage und der Nähe zu Annecy wieder eine deutliche Bevölkerungszunahme verzeichnet. Außerhalb des alten Ortskerns wurden zahlreiche Einfamilienhäuser errichtet.

## Wirtschaft und Infrastruktur
Charvonnex war lange Zeit ein vorwiegend durch die Landwirtschaft geprägtes Dorf. Heute gibt es verschiedene Betriebe des Klein- und Mittelgewerbes. In der Nähe der Hauptstraße haben sich in den letzten Jahrzehnten mehrere kleine Gewerbegebiete entwickelt. Viele Erwerbstätige sind auch Wegpendler, die im Raum Annecy ihrer Arbeit nachgehen.
Die Ortschaft ist verkehrsmäßig gut erschlossen. Sie liegt oberhalb der Hauptstraße N203, die von Annecy nach La Roche-sur-Foron führt. Weitere Straßenverbindungen bestehen mit Saint-Martin-Bellevue, Villy-le-Pelloux und Groisy. Der nächste Anschluss an die Autobahn A41 befindet sich in einer Entfernung von rund 6 km. Charvonnex besitzt einen Bahnhof an der Eisenbahnlinie von Annecy nach Annemasse.